# Why Competitions
Why Competitions (englisch; polnischer Titel: Dlaczego Konkurs) ist ein deutsch-polnischer Dokumentarfilm von Christine Jezior aus dem Jahr 2011. Thematisiert wird die Frage nach der Gerechtigkeit und Beeinflussbarkeit von Juryentscheidungen bei Musikwettbewerben.
Der Film wurde vom polnischen Kulturministerium anlässlich der Feierlichkeiten zum 200. Geburtstag Frédéric Chopins in Auftrag gegeben und feierte seine Premiere am 8. Mai 2011 auf dem Planete DOC Film Festival in Warschau.

## Handlung
Why Competitions geht am Beispiel des  Internationalen Chopin-Klavierwettbewerbs in Warschau der Frage nach, inwiefern der Wettstreitgedanke von Musikwettbewerben mit objektiven und ethischen Bewertungsgrundlagen vereinbar ist, ob die Gewinner von ihrem Erfolg tatsächlich profitieren und wie es denjenigen ergeht, die nicht selten als "Verlierer" gebrandmarkt werden.
Im Mittelpunkt steht der Skandal um den kroatischen Pianisten Ivo Pogorelich, der beim 1980er Wettbewerb nicht zum Finale zugelassen wurde, woraufhin die argentinische Jurorin Martha Argerich die Wettbewerbsjury äußerst medienwirksam verließ, was Pogorelich über Nacht zum Star und Enfant terrible der Klassikszene machte. Das Jahr 1980 markierte auch einen wichtigen Einschnitt in Polens Nachkriegsgeschichte: Wenige Monate vor dem Wettbewerb entstand die Gewerkschaft "Solidarność", so dass die Teilnehmer die Möglichkeit hatten, aus nächster Nähe einem bedeutenden historischen Ereignis beizuwohnen.
Für viele war die Teilnahme am Chopin-Wettbewerb mit ihrem ersten Aufenthalt in einem kommunistischen Land verbunden, was im Film zu der Frage führt, inwiefern eine Wettbewerbsteilnahme über den Karriereaspekt hinaus bereichernd sein kann – zumal auch die polnischen Wettbewerbszuhörer von der Tatsache profitierten, dass diese Veranstaltung eine von äußerst wenigen Möglichkeiten darstellte, mit der politischen Außenwelt in Kontakt zu treten. Selbstverständlich versuchten die kommunistischen Regierungen, den Wettbewerb zum Wettkampf zwischen West- und Ostmächten hochzustilisieren, woraufhin z. B. sowjetische Teilnehmer, die die hoch gesteckten Erwartungen nicht erfüllen konnten, kurzerhand mit einem Auftrittsverbot im Ausland belegt wurden.
Der Film ist in einzelne Kapitel unterteilt, von denen sich jedes einem einzelnen Wettbewerbsjahr widmet. 1980 stand Pogorelich als der vermeintliche Verlierer im Mittelpunkt; 1975 erregten drei Sowjetbürger Aufsehen, als sie die Plätze 2–4 belegten, zur Strafe für den "Misserfolg" jedoch von der sowjetischen Regierung daran gehindert wurden, nach dem Wettbewerb ihre Karrieren international auszubauen; 1970 kam eine Vielzahl der Teilnehmer aus den USA und wurde zum ersten Mal in ihrem Leben mit einer für sie völlig ungewohnten politischen Realität konfrontiert.
Der letzte Teil des Filmes kreist um die allgemeinere Frage nach der Gerechtigkeit sowie dem Nutzen von Musikwettbewerben und kommt dabei zu paradoxen, geradezu dramatischen Resultaten. Letztendlich bleibt die Frage bestehen, was diese Menschen dazu geführt hat, nicht selten ihr ganzes Leben lang dem internationalen Wettbewerbszirkus verbunden zu bleiben.
Die Dokumentation arbeitet ohne Erzähler und lässt die Teilnehmer und Juroren zu Wort kommen, von denen zwar einige sichtliche Distanz zu ihren Erlebnissen zu wahren imstande sind, größtenteils jedoch noch nach bis zu 60 Jahren das Unrecht, welches ihnen ihrer Meinung nach widerfahren ist, nicht vergessen können.

## Hintergrund
Der Film wurde von maamtv, Bremen in Co-Produktion mit Gina Komasa, Warschau produziert und in Zusammenarbeit mit Studenten der Deutschen Film- und Fernsehakademie Berlin sowie der Hochschule für Musik, Theater und Medien Hannover realisiert. Das Budget betrug rund 750.000 Złoty, umgerechnet ca. 180.000 €. Gedreht wurde in den Städten Brüssel, Hannover, New York City, Warschau und Żelazowa Wola.
Die internationalen Fernsehfassung ist 78 Minuten lang, daneben gibt es einen Director’s Cut von 90 Minuten.

## Kritik
„Why Competitions ist ein aufschlussreiches Dokument aus der Welt des wettbewerblichen Klavierspielens: Mit dem alle fünf Jahre stattfindenden Chopin-Wettbewerb in Warschau als Ausgangspunkt, interviewt der Filmemacher alle großen Pianisten, einschließlich vieler Juroren aus Gegenwart und Vergangenheit, und versucht, die unterschiedlichen Ansichten und Reaktionen der Entscheidung von 1980 zusammenzufügen. [...] Why Competitions gelingt es, eine Vielzahl politischer, sozialer und historischer Erläuterungen in seinen 85 Minuten unterzubringen, und das mit einem atemberaubenden Gespür für Rhythmik und Erzählkunst.“

## Festivals
- 2011: Planete DOC Film Festival, Warschau in der Kategorie Chopin's Nose Award[1]
- 2011: Polish Film Festival in America, Chicago
- 2011: Festiwal Form Dokumentalnych NURT
- 2012: New York Polish Film Festival, New York